# 20e régiment d'infanterie coloniale
Le 20e régiment d'infanterie coloniale (20e RIC) est une unité de l'Armée française, qui a existé pendant quelques semaines à la fin de la bataille de France en juin 1940.

## Création et différentes dénominations
- 3 juin 1940 - création du 20e régiment d'infanterie coloniale
- 6 juin 1940 - formation des Ier et IIe bataillons[réf. souhaitée] à partir du 483e régiment de pionniers coloniaux.
- 16 juin 1940 - IIIe bataillon formé avec le bataillon colonial du camp de la Delorme (permissionnaires en transit à Marseille) et des cadres des 25e et 26e RTS[réf. souhaitée].
- 19 juin 1940 - IVe bataillon formé par le dépôt colonial 159 à Toulon[réf. souhaitée].
- Juillet 1940 - dissolution

## Historique
Commandé par le lieutenant-colonel Gallinier, le régiment est rattaché à l'Armée des Alpes. Initialement destiné à la 8e division d'infanterie coloniale, le régiment est finalement réparti ainsi :
- Groupement du colonel Desanti, secteur de l'Isère pour le I/20e RIC[réf. souhaitée]
- Groupement du général Cartier, S/Grpt Dumont, puis Douard pour le II/20e RIC[3]
- Secteur de la Drôme pour les III et IV/20e RIC[réf. souhaitée]

Le 23 juin à Pont-de-l'Isère, une patrouille de la 2e compagnie (Ier bataillon) perd 2 tués, 5 blessés et 5 disparus face aux Allemands. Le lendemain, la Kampfgruppe Fehn de la 4. Panzer-Division est stoppée par la défense du pont-route et du pont-rail par le bataillon[réf. souhaitée].
Le II/20e RIC est déployé sur l'Isère près de Saint-Nazaire-en-Royans. Une compagnie est déployée à Izeron. Le 23, les coloniaux subissent l'attaque de six chars allemands à Saint-Gervais. Le colonel Dumont, chef du sous-groupement, est tué tandis que le régiment déplore un tué et quatre blessés.
Déployé dans la région de Valence, le IVe bataillon stoppe plusieurs tentatives allemandes de traversée de l'Isère.